# Fairfield Porter
Fairfield Porter (10 de junio de 1907 – 18 de septiembre de 1975) fue un pintor y crítico de arte estadounidense. Fue el cuarto de los cinco hijos de James Porter, arquitecto, y Ruth Furness Porter, una poeta procedente de una familia literaria.  Fue hermano del fotógrafo Eliot Porter y cuñado del Comisario del United States Bureau of Reclamation, Michael W. Straus.
Como resultado de sus estudios en la Universidad de Harvard, Porter se licenció en Bellas Artes; continuó sus estudios en la Liga de estudiantes de arte de Nueva York cuando se trasladó a Nueva York en 1928. Sus estudios en la Liga de estudiantes de arte le condujeron a crear arte comprometido socialmente y, a pesar de que los temas cambiarían, continuó produciendo trabajo realista durante el resto de su carrera. Fue al mismo tiempo criticado y admirado por mantener un estilo figurativo en medio del auge del movimiento Expresionista Abstracto.
Sus temas fueron principalmente paisajes, retratos e interiores domésticos de familiares, amigos y compañeros artistas, muchos de ellos pertenecientes a la Escuela de Nueva York de escritores, como John Ashbery, Frank O'Hara o James Schuyler. Muchas de sus pinturas estuvieron ambientadas en la casa de verano familiar y sus alrededores, en Great Spruce Head Island, Maine, y en la casa familiar situada en el número 49 de South Main Street, en Southampton, Nueva York.
Su visión pictórica, que incluía la fascinación por la naturaleza y la capacidad de revelar lo extraordinario de la vida normal, estaba fuertemente influida por los pintores franceses Pierre Bonnard y Édouard Vuillard. John Ashbery escribió de él: "Con carácter general, [Porter] prefería las confusas obras del Vuillard tardío a las obras tempranas que gustan a todo el mundo".
En una ocasión, Porter afirmó, "Cuando pinto, creo que lo que me gustaría alcanzar es lo que Bonnard contaba que Renoir le dijo: 'haga todo más bello' "

## Obras colecciones públicas
Porter legó unas 250 de sus obras al Parrish Art Museum.
- Laurence en el Piano (Laurence at the Piano) (1953), New Britain Museum of American Arte.
- Katie y Anne (1955), Museo Hirshhorn y Jardín de Esculturas
- Bodegón con Cacerola (Still life with casserole) (1955), Museo Smithsoniano de Arte americano
- Elaine de Kooning (1957), Museo Metropolitano de Arte
- Frank O' Hara (1957), Museo de Arte de Toledo
- Costa de Maine (Maine Coast) (1958), Museo Metropolitano de Arte
- Crisantemos (Chrysanthemus) (1958), Wadsworth Atheneum
- Schwenk, (1959), MoMA
- Niños en un Campo (Children in a field) (1960), Museo Whitney de Arte estadounidense
- Boathouses (1961), Museo Hirshhorn y Jardín de Esculturas
- La Carretera del Jardín (The Garden Road) (1962), Museo Whitney Arte estadounidense
- Jerry en el Piano (Jerry at the Piano) (1962), Museo Hirshhorn y Jardín de Esculturas
- Jimmy y Liz (1963), Pennsylvania Academy of the Fine Arts
- El Pórtico (The Screen Porch) (1964), Museo Whitney de Arte estadounidense
- Flores en el mar (Flowers by the Sea) (1965), MoMa
- Interior soleado (Interior in Sunligh) (1965), Museo Brooklyn
- El Espejo (The mirror) (1966), Museo Nelson-Atkins
- Anne con vestido a rayas (Anne in a Striped Dress) (1967), Parrish Art Museum
- Bajo los Olmos (Under the Elms) (1971), Pennsylvania Academy of the Fine Arts
- Amanecer en South Main Street (Sunrise on South Main Street) (1973), MoMA
- El Muelle (1974–75), Farnsworth Art Museum
- Cerca de Union Square--Hacia Park Avenue (Near Union Square--Looking up Park Avenue) (1975), Museo Metropolitano de Arte
- Interior en octubre (1963), Crystal Bridges Museum of American Art
- Manzanos en flor I (Apple Blossoms I) (1974), El árbol de Navidad (The Christimas Tree) (1971), Escena callejera (Street Scene) (1969), Muscarelle Museum of Art[9]